# Кадниково (Алтайский край)
Кадниково — село в Мамонтовском районе Алтайского края. Административный центр и единственный населённый пункт Кадниковского сельсовета.

## География
Село расположено на краю Касмалинского ленточного бора.

## История
Основано в 1780 г. В 1928 году состояло из 424 хозяйств, основное население — русские. В административном отношении являлось центром Кадниковского сельсовета Ребрихинского района Барнаульского округа Сибирского края.

## Население
| 1926 | 1997  | 1998  | 1999 | 2000 | 2001 | 2002 | 2003 | 2004 | 2005 |
| ---- | ----- | ----- | ---- | ---- | ---- | ---- | ---- | ---- | ---- |
| 2284 | ↘1012 | ↘1008 | ↘984 | ↘967 | ↘915 | ↘901 | ↗913 | ↘882 | ↘842 |
| 2006 | 2007  | 2008  | 2009 | 2010 | 2011 | 2012 | 2013 | 2014 | 2015 |
| ↗863 | ↗932  | ↘925  | ↘918 | ↘847 | ↘846 | ↘800 | ↗801 | ↘770 | ↘743 |
| 2016 | 2017  | 2018  | 2019 | 2020 | 2021 |      |      |      |      |
| ↗747 | ↘714  | ↘709  | ↘696 | ↗701 | ↘685 |      |      |      |      |

Национальный состав
Согласно результатам переписи 2002 года, в национальной структуре населения русские составляли 87 %.

## Социальная сфера
На территории действуют несколько учреждений образования: МОУ «Кадниковская СОШ», детский сад, сельский дом культуры и библиотека. Действует также филиал Почты России, отделение Сбербанка, фельдшерско-акушерский пункт.